# Фуркало Сергій Миколайович
Сергій Миколайович Фуркало (нар. 1 липня 1961, Київ) — український інтервенційний кардіолог, завідувач відділу ендоваскулярної хірургії та інтервенційної радіології Національного інституту хірургії та трансплантології ім. О. О. Шалімова. Професор, доктор медичних наук. Провідний український кардіолог, автор більше 300 наукових праць, декількох монографій та більше 20 патентів, лауреат Державної премії України в галузі науки і техніки (2017).

## Життєпис
Народився 1 липня 1961 року в Києві, в родині кардіолога, доктора медичних наук Миколи Фуркала (1923—2020).
1984 р. — закінчення лікувального факультету Київського медичного інституту (зараз Національний медичний університет імені О. О. Богомольця) та початок роботи на посаді лікаря інституту серцево-судинної хірургії НАМН України (зараз — Національний інститут серцево-судинної хірургії імені Миколи Амосова НАМН України). Працював на посаді старшого та провідного наукового співробітника інституту під керівництвом Миколи Амосова.
1988 р. — захист дисертації на здобуття звання кандидата медичних наук за спеціальністю «Кардіологія».
1995 р. — захист дисертації за темою «Динаміка прогресування атеросклерозу коронарного русла і стан автовенозних шунтів у хворих на ІХС після АКШ» на здобуття звання доктора медичних наук за спеціальністю «Кардіологія та кардіохірургія».
1997 р. — професор кафедри серцево-судинної хірургії Київської медичної академії післядипломної освіти ім. П. Л. Шупика.
З 2001 року по теперішній час очолює відділ ендоваскулярної хірургії та інтервенційної радіології Національного інституту хірургії та трансплантології ім. О. О. Шалімова. Відділення є клінічною базою післядипломної освіти лікарів Національного університету охорони здоров'я України імені П. Л. Шупика. 
Викладач кафедри кардіохірургії, рентгенендоваскулярних та екстракорпоральних технологій Інституту серця МОЗ України.

## Наукова діяльність
Автор та співавтор більше 300 наукових статей, декількох монографій, зокрема «Инвазивная кардиология и коронарная болезнь». У публікаціях останніх років обговорюються найактуальніші питання, присвячені інноваційним технологіям комбінованих і гібридних втручань, сучасним методикам ендопротезування грудного та черевного відділів аорти, ендоваскулярному лікуванню портальної гіпертензії та ендоваскулярного забезпечення трансплантології внутрішніх органів.
Автор та співавтор більше 20 патентів. Під його керівництвом започатковані кардіологічні ендоваскулярні втручання, новітні технології втручань при портальній гіпертензії, втручання на брахіоцефальних судинах та у хворих з вазоренальною гіпертензією. Успішно виконується одна з найбільш сучасних та високотехнологічних програм ендопротезування черевної та грудної аорти.
Багато років очолює оргкомітет конференції з міжнародною участю «Мультидисциплінарні ендоваскулярні втручання» (MEVI), яка присвячена ключовим питанням інтервенційної кардіології, кардіохірургії та ендоваскулярної хірургії. Конференція є провідним заходом в Україні, на якому розглядаються основні тенденції розвитку інтервенційних технологій у різних напрямках клінічної практики та обговорюються різноманітні клінічні випадки з прямими трансляціями з операційних. Кожного року в конференції беруть участь найвідоміші фахівці з Японії, Італії, Латвії, Франції, Німеччині, інших країн.
Постійний лектор щорічного освітнього курсу з інтервенційної кардіології «Київський Курс по коронарним реваскуляризаціям», заснованого в 2002 році Юрієм Соколовим. Спікер численних міжнародних медичних конференцій, форумів, курсів.
Керівник близько п‘яти кандидатських та докторської дисертації.
Засновник Всеукраїнської Асоціації фахівців з кардіотаракальної, ендоваскулярної хірургії та трансплантології. Дійсний член міжнародних організацій:
- Європейської асоціації судинних хірургів (ESVS)
- Європейської асоціації інтервенційних кардіологів (EuroPCR)
- Європейського клубу з реканалізації хронічних коронарних оклюзій (Euro CTO club)

Почесний член Європейського товариства кардіологів (Fellow ESC).

## Нагороди
Лауреат Державної премії України в галузі науки і техніки за роботу «Хірургічне лікування патології грудної аорти», 2017 рік.